# Кряж, Иван Захарович
Иван Захарович Кряж (1905, село Герсевановка, теперь Лозовского района Харьковской области — 24 марта 1967, пгт Великая Новоселка Великоновоселковского района Донецкой области) — украинский советский деятель, председатель Авдеевского райисполкома, 1-й секретарь Старомлиновского и Великоновоселковского райкомов КПУ Донецкой области. Герой Социалистического Труда (26.02.1958).

## Биография
Родился в крестьянской семье. В 1926 году окончил агрономическую школу сельской молодежи.
В 1926—1927 годах — земледелец-агротехник при Славгородской профессиональной школе на Днепропетровщине.
В 1927—1931 годах — студент Одесского сельскохозяйственного института.
В 1931—1932 годах — участковый агроном Бабчинецкой машинно-тракторной станции (МТС) на Винничине.
В 1932—1938 годах — старший агроном Старокаранской МТС Донецкой области; старший агроном Авдеевской МТС Донецкой области.
В 1938—1939 годах — главный агроном Авдеевского районного земельного отдела Сталинской области.
В 1939—1941 годах — заместитель председателя, председатель исполнительного комитета Авдеевского районного совета депутатов трудящихся Сталинской области.
Член ВКП(б) с 1940 года.
С 1941 года — участник Великой Отечественной войны.
До 1948 года — председатель исполнительного комитета Авдеевского районного совета депутатов трудящихся Сталинской области.
В 1948—1959 годах — 2-й секретарь, 1-й секретарь Старомлиовского районного комитета КПУ Сталинской области.
В 1959—1962 годах — 1-й секретарь Великоновоселковского районного комитета КПУ Сталинской (Донецкой) области. В 1962—1965 годах — секретарь партийного комитета Великоновоселковского производственного колхозно-совхозного управления Донецкой области. В январе 1965 — 24 марта 1967 года — 1-й секретарь Великоновоселковского районного комитета КПУ Донецкой области.

## Награды
- Герой Социалистического Труда (26.02.1958)
- орден Ленина (26.02.1958)
- орден Трудового Красного Знамени
- медали